# 哈蒂斯堡 (密西西比州)
哈蒂斯堡（英語：Hattiesburg）是美國密西西比州福雷斯特縣的一個城市 （小部分位於拉馬爾縣），是福雷斯特縣的縣治。面積128.6平方公里。2000年人口44,479人，時為該州第四大城市。2006年受颶風卡特里娜影響，人口上升至49,464人，為第三大城市，其中大约2.5万人为南密西西比大学的学生和员工。
1882年建立，1884年設市。